# Maiszell
Maiszell ist ein Weiler und Gemeindeteil der Gemeinde Rattiszell im niederbayerischen Landkreis Straubing-Bogen.

## Geographie
Der Ort liegt auf einer Höhe von etwa 440 m ü. NHN westlich des Kinsachtals. Der Hauptort Rattiszell liegt etwa viereinhalb Kilometer südöstlich, Stallwang liegt knapp drei Kilometer östlich.

## Geschichte

### Ehemalige Gemeinde
Die ehemalige Gemeinde Maiszell  wurde 1876 nach Haunkenzell eingemeindet. Im Jahr 1949 wurde Gmeinwies von der Gemeinde Haunkenzell nach Rattiszell umgemeindet. Im Jahr 1978 wurde die Gemeinde Haunkenzell nach Rattiszell eingemeindet.

### Ortsteile der ehemaligen Gemeinde Maiszell
| - Ederszell - Emmersdorf - Euersdorf - Gmeinwies | - Machtenhof - Maiszell - Niedereier - Plenting |

### Einwohnerentwicklung
| Jahr                        | 1840 | 1852 | 1861 | 1867 | 1871 | 1875 | 1885 | 1900 | 1925 | 1950 | 1961 | 1970 | 1987 |
| --------------------------- | ---- | ---- | ---- | ---- | ---- | ---- | ---- | ---- | ---- | ---- | ---- | ---- | ---- |
| Einwohner Gemeinde Maiszell | 257  | 276  | 266  | 280  | 287  |      |      |      |      |      |      |      |      |
| Einwohner Ort Maiszell      |      |      | 51   |      | 59   | 63   | 43   | 31   | 34   | 42   | 36   | 38   | 30   |